# UFC on Fox: Henderson vs. Thomson
UFC on Fox: Henderson vs. Thomson è stato un evento di arti marziali miste tenuto dalla Ultimate Fighting Championship il 25 gennaio 2014 allo United Center di Chicago, Stati Uniti.

## Risultati
|                  | Divisione       |                   |                 |                  | Metodo                                      | Round           | Tempo           | Premio          |
| Card principale  | Card principale | Card principale   | Card principale | Card principale  | Card principale                             | Card principale | Card principale | Card principale |
| ---------------- | --------------- | ----------------- | --------------- | ---------------- | ------------------------------------------- | --------------- | --------------- | --------------- |
|                  | Pesi Leggeri    | Benson Henderson  | batte           | Josh Thomson     | Decisione non unanime (48-47, 47-48, 49-46) | 5               | 5:00            |                 |
|                  | Pesi Massimi    | Stipe Miočić      | batte           | Gabriel Gonzaga  | Decisione unanime (30-27, 30-27, 29-28)     | 3               | 5:00            |                 |
|                  | Pesi Leggeri    | Donald Cerrone    | batte           | Adriano Martins  | KO (calcio alla testa)                      | 1               | 4:40            | KOTN            |
|                  | Pesi Piuma      | Jeremy Stephens   | batte           | Darren Elkins    | Decisione unanime (29-28, 30-27, 30-27)     | 3               | 5:00            |                 |
| Card preliminare |                 |                   |                 |                  |                                             |                 |                 |                 |
|                  | Pesi Gallo      | Alex Caceres      | batte           | Sergio Pettis    | Sottomissione (rear naked choke)            | 3               | 4:39            | FOTN + SOTN     |
|                  | Pesi Gallo      | Eddie Wineland    | batte           | Yves Jabouin     | KO Tecnico (pugni)                          | 2               | 4:16            |                 |
|                  | Pesi Gallo      | Chico Camus       | batte           | Yaotzin Meza     | Decisione unanime (30-27, 29-28, 29-28)     | 3               | 5:00            |                 |
|                  | Pesi Gallo      | Hugo Viana        | batte           | Junior Hernandez | Decisione unanime (29-28, 29-28, 29-28)     | 3               | 5:00            |                 |
|                  | Pesi Leggeri    | Daron Cruickshank | batte           | Mike Rio         | KO Tecnico (calcio girato e pugni)          | 2               | 4:56            |                 |
|                  | Pesi Welter     | George Sullivan   | batte           | Mike Rhodes      | Decisione unanime (29-28, 29-28, 29-28)     | 3               | 5:00            |                 |
|                  | Pesi Massimi    | Nikita Krylov     | batte           | Walt Harris      | KO Tecnico (calcio alla testa e pugni)      | 1               | 0:25            |                 |

## Premi
I lottatori premiati ricevettero un bonus di 50.000 dollari.
Legenda:
- FOTN: Fight of the Night (vengono premiati entrambi gli atleti per il miglior incontro dell'evento)
- KOTN: Knockout of the Night (viene premiato il vincitore per la migliore vittoria tramite KO dell'evento)
- SOTN: Submission of the Night (viene premiato il vincitore per la migliore vittoria tramite sottomissione dell'evento)

## Incontri annullati
|  | Divisione    |               |        |                | Motivo               |
|  | ------------ | ------------- | ------ | -------------- | -------------------- |
|  | Pesi Massimi | Jared Rosholt | contro | Alexey Oleinik | Oleinik infortunato  |
|  | Pesi Welter  | Pascal Krauss | contro | Adam Khaliev   | Motivo non reso noto |